# Iglesia de Ichuac
La Iglesia de Ichuac es un templo católico situado en la localidad de Ichuac, en la comuna chilota de Puqueldón en la Isla Lemuy, Región de Los Lagos, Zona Sur de Chile.
Forma parte del grupo de 16 iglesias de madera de Chiloé calificadas como Monumento Nacional de Chile y reconocidas como Patrimonio de la Humanidad por la Unesco.
Su construcción está hecha en madera y su santa patrona es la Virgen de la Candelaria, cuya fiesta se celebra el 2 de febrero.
Este templo es uno de los que componen la parroquia San Pedro Nolasco de Puqueldón, una de las 24 parroquias de la diócesis de Ancud.